# Tarek Aziz Benaissza
Tarek Aziz Benaissza (Burdż Zamura 1991. április 7. –) algériai kötöttfogású birkózó. A 2018-as birkózó-világbajnokságon a bronzmérkőzésig jutott 72 kg-os súlycsoportban, szabadfogásban. Egyszeres Afrika Játékok és egyszeres Afrika Bajnokság, valamint egyszeres Mediterrán Bajnokság győztes.

## Sportpályafutása
A 2018-as birkózó-világbajnokságon a 72 kg-os súlycsoportban bronzmérkőzésig jutott, melyet bolgár ellenfele ellen 9–0-ra elvesztett, így ötödik helyen zárta a világbajnokságot.